# Itapetinga
Itapetinga è un comune del Brasile nello Stato di Bahia, parte della mesoregione del Centro-Sul Baiano e della microregione di Itapetinga.

## Amministrazione

### Gemellaggi
- Cerritos, Stati Uniti d'America